# Heinz Fuchs (Unternehmer)
Heinz Fuchs (* 9. Januar 1934 in Rutesheim; † 20. März 2012 ebenda) war ein deutscher Unternehmer und Rennwagenkonstrukteur.

## Leben

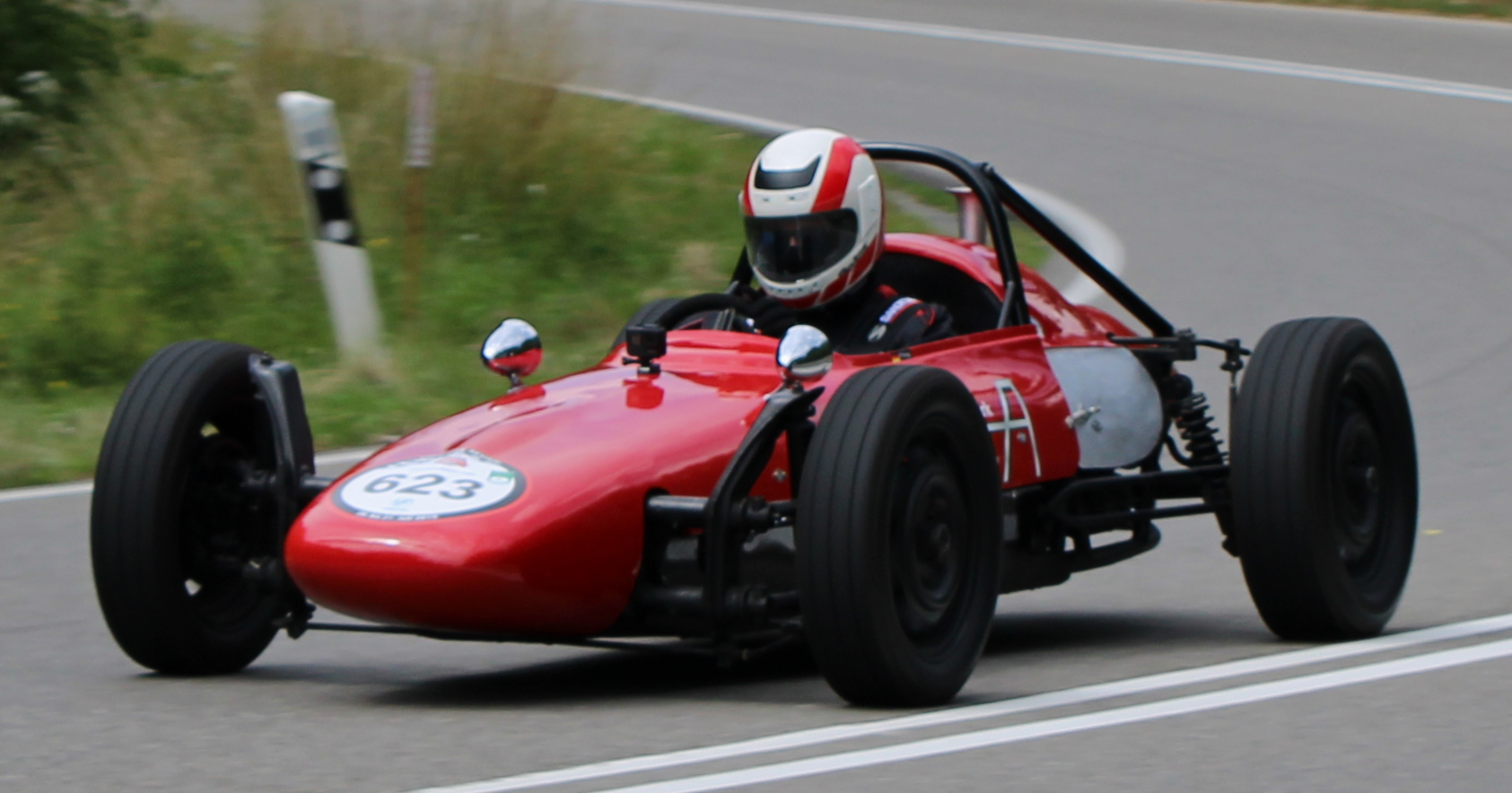
Fuchs-Formel-V-Rennwagen aus dem Jahr 1965 beim Solitude Revival 2019.

Heinz Fuchs war gelernter Mechaniker und Karosseriebauer. Nach seiner Ausbildung arbeitete er bei Porsche in der Versuchsabteilung in Zuffenhausen.
1964 kaufte Porsche auf Anregung des damaligen Porsche-Rennleiters Huschke von Hanstein eine kleine Serie der in den USA seit 1963 von Beach-Car und Form-Car auf der Basis des VW-Käfers gebauten kleinen Formelrennwagen, die für Nachwuchsfahrer gedacht waren. Diese einsitzigen Rennautos wurden als Bausätze importiert und im Porsche-Werk in Zuffenhausen zusammengebaut, wo Heinz Fuchs sie kennenlernte.
Fuchs entwickelte geheim an seinem Arbeitgeber vorbei einen eigenen Formel-Vau-1200-Monoposto und baute zusammen mit seinem Freund Günter Steckkönig, einem Porsche-Testfahrer und Rennfahrer, in einer Garage in Leonberg den ersten Prototyp nach seinen Ideen. Am 7. April 1965 gründete er den Heinz Fuchs Rennwagenbau und schied am 9. April 1965 bei Porsche aus.
Am 15. Mai 1965, dem Vortag des Bergrennens in Eberbach am Neckar, bei dem Porsche die Formel V erstmals der Öffentlichkeit präsentierte, wollte Fuchs seine Konstruktion vorstellen. Es kam jedoch zu einer Auseinandersetzung mit dem Haus Porsche und Huschke von Hanstein erwirkte, dass Fuchs die Vorführung seines Wagens untersagt wurde.
Fuchs wurde sehr bald zum erfolgreichsten deutschen Anbieter von Formel-V-Rennwagen. Zwischen 1965 und 1976 wurden rund 240 Fahrzeuge der Formel V und Super V hergestellt und vertrieben. Die Anzahl der Teilbausätze für ambitionierte Selbstbauer ist nicht bekannt. Als der Formel-V- und Super-V-Boom gegen Ende der 1970er-Jahre nachließ und auch Volkswagen Motorsport sein Engagement in der Rennserie zurückfuhr, beendete Heinz Fuchs den Rennwagenbau. Er konstruierte danach hochwertige Rennräder, Mountain- und Feder-Bikes sowie Tourenräder mit handgeschweißtem Alurahmen, die unter dem Slogan „Fuchs Powerbikes – Kompetenz auch auf zwei Rädern“ vermarktet wurden.
Zu den erfolgreichen Fuchs-Formel-V-Rennfahrern gehörten in den 1960er-Jahren bis Mitte der 1970er-Jahre unter anderem Helmut Bross, Marc Surer, Roland Müller und Werner Müller, die für die Marke Fuchs aus Rutesheim zahlreiche Titel und Siege einfuhren. Der Fuchs Prototyp Formel Vau 1200, Baujahr 1964/1965, mit der Fahrgestell Nr. 1 wird vom heutigen Besitzer bei historischen Formel-V-Rennen eingesetzt. Weltweit sind noch rund 50 weitere Formel V und Super V von Fuchs im Einsatz.
Eines seiner überlieferten Zitate war: „Wenn ich meine Autos und meine Fahrräder um mich 'rum habe, geht’s mir gut. Mehr brauch’ ich nicht, um glücklich und zufrieden zu sein.“ Im März 2012 starb Heinz Fuchs im Alter von 78 Jahren. Heinz Fuchs hatte zwei Töchter; seit 1987 war er geschieden.